# Zdzisław Stahl
Zdzisław Henryk Ludwik Stahl (ur. 10 lutego 1901 we Lwowie, zm. 13 listopada 1987 w Londynie) – doktor habilitowany prawa, ekonomii, skarbowości i nauk politycznych, docent Uniwersytetu Jana Kazimierza we Lwowie, profesor Polskiego Uniwersytetu na Obczyźnie, polityk, publicysta, major Wojska Polskiego, poseł na Sejm III i V kadencji w II RP z ramienia Stronnictwa Narodowego i Obozu Zjednoczenia Narodowego, członek Zarządu Koła Parlamentarnego OZN w 1938 roku.

## Życiorys
W 1914 ukończył III klasę w C. K. IV Gimnazjum we Lwowie (w jego klasie był m.in. Zbigniew Paygert). Po ukończeniu gimnazjum im. A. Mickiewicza ochotniczo walczył w obronie Lwowa i (jako ułan) w wojnie polsko-bolszewickiej. Członek Zetu. Studia uniwersyteckie na Uniwersytecie Jana Kazimierza w zakresie ekonomii i skarbowości odbywał pod kierunkiem profesorów Stanisława Głąbińskiego i Stanisława Grabskiego, wybitnych polityków Narodowej Demokracji. Studia uniwersyteckie ukończył w 1925 na Wydziale Prawa Uniwersytetu Jana Kazimierza we Lwowie ze stopniem doktora prawa i nauk politycznych.
W 1925 wstąpił do tajnej Ligi Narodowej. Jesienią 1925 wyjechał do Paryża, tam zastał go przewrót majowy. Wrócił do kraju wkrótce przed powołaniem przez Romana Dmowskiego Obozu Wielkiej Polski. Od lat blisko związany z Dmowskim, przyłączył się do organizacji Obozu, był inicjatorem podporządkowanego OWP, ale posiadającego własną strukturę i władze, Ruchu Młodych OWP. W roku 1927 stanął na czele Ruchu Młodych OWP, jako przewodniczący jego Komitetu Wykonawczego. W wyborach parlamentarnych 1930 wszedł do Sejmu III kadencji jako poseł z listy państwowej Stronnictwa Narodowego. W tym samym czasie, po oddaniu pracy habilitacyjnej O wartości pieniądza, otrzymał docenturę z ekonomii i skarbowości na Wydziale Prawa Uniwersytetu Jana Kazimierza we Lwowie
Na stopień podporucznika został mianowany ze starszeństwem z 1 stycznia 1921 i 14. lokatą w korpusie oficerów rezerwy kawalerii. W 1934, jako oficer rezerwy pozostawał w ewidencji Powiatowej Komendy Uzupełnień Lwów Miasto. Posiadał przydział do Oficerskiej Kadry Okręgowej Nr VI. Był wówczas „reklamowany na 12 miesięcy”. Na stopień porucznika został mianowany ze starszeństwem z 19 marca 1939 i 34. lokatą w korpusie oficerów rezerwy kawalerii.
W 1934 wystąpił wraz z grupą współpracowników ze Stronnictwa Narodowego i przeszedł do Klubu Posłów Ruchu Narodowego, popierającego sanację. Stał się jednym z przywódców Związku Młodych Narodowców (od 1937 – Ruchu Narodowo-Państwowego). W swej publicystyce, broniąc polityki Józefa Piłsudskiego, opowiadał się za zrewidowaniem stosunku Stronnictwa Narodowego wobec państwa. Krytykując liberalizm, poparł konstytucję kwietniową i jej model ustrojowy silnego państwa. Głosował za uchwaleniem konstytucji kwietniowej. W wyborach 1938 r. wszedł do Sejmu z listy Obozu Zjednoczenia Narodowego i był autorem tekstów propagandowych tej organizacji.
We Lwowie pisał do „Słowa Polskiego”, następnie do „Kuriera Lwowskiego”, po czym do „Dziennika Polskiego”, którego był współzałożycielem. W latach 1934–1937 redaktor „Dziennika Lwowskiego”, 1937-39 – zastępca redaktora naczelnego rządowej „Gazety Polskiej”. Publikował też w czasopismach „Awangarda” (Poznań), „Myśl Narodowa” (Warszawa), „Akcja Narodowo-Państwowa” (Lwów). Wraz z Władysławem Kucharem był autorem przedwojennego podręcznika do nauki tenisa pt. Tennis. Przed 1937 został prezese Zrzerzenia Dziennikarzy Polskich Ziem Południowo-Wschodnich.
Po agresji ZSRR na Polskę 17 września 1939 aresztowany przez NKWD przy próbie przekroczenia granicy polsko-węgierskiej. Był więziony we lwowskich Brygidkach, latem 1940 w Starobielsku, następnie w Kijowie i w moskiewskiej Łubiance, skąd wywieziony został do łagru na Kołymę. Po ataku III Rzeszy na ZSRR uwolniony przez władze sowieckie w wyniku układu Sikorski-Majski w 1942, wstąpił do Polskich Sił Zbrojnych w ZSRR formowanych pod dowództwem gen. Władysława Andersa. Kierował Biurem Studiów przy II Korpusie, zbierając relacje więźniów Gułagu i deportowanych, a także materiały i świadectwa dotyczące zbrodni katyńskiej i generalnie ZSRR.
Po wojnie pozostał na emigracji w Londynie. Wykładał na Polskim Uniwersytecie na Obczyźnie ekonomię i prawo, przez pewien czas dziekan Wydziału Ekonomicznego Uniwersytetu. Członek założyciel Polskiego Towarzystwa Naukowego na Obczyźnie. Brał udział w życiu organizacji emigracyjnych (Koło Lwowian, Polskie Towarzystwo Historyczne na Obczyźnie, Związek Byłych Więźniów Sowieckich). Należał do najwybitniejszych emigracyjnych publicystów politycznych, publikował na łamach pism „Orła Białego”, „The Polish Affaires” i w oddzielnych broszurach.
Zdecydowany antykomunista, podkreślał konieczność przeciwstawienia się globalnej ekspansji komunizmu kierowanej z Moskwy i wyzwolenia zniewolonych narodów nawet w drodze wojny powszechnej. W publikacjach poruszał również zagadnienia życia emigracji, jej zadań i roli wobec kraju oraz sporów o legalizm władz politycznych RP na uchodźstwie (zwłaszcza w kontekście długoletniego (1954–1972) rozbicia emigracji na dwa ośrodki polityczne – obóz Augusta Zaleskiego i Radę Trzech). Ogłaszał jednocześnie prace naukowe z zakresu skarbowości i prawa.
W 1977 otrzymał nagrodę Związku Dziennikarzy RP
Jego prochy zostały złożone po 1989 w miejscowości Szymiszów, gdzie po ucieczce ze Lwowa osiedliła się, a 18 lutego 1947 zmarła jego matka, Zofia Stahl, siostra Stanisława Głąbińskiego.

## Rodzina
Syn dr Leonarda Stahla, długoletniego wiceprezydenta Lwowa, siostrzeniec Stanisława Głąbińskiego, profesora Uniwersytetu Jana Kazimierza, posła i ministra rządu RP. Ojciec i wuj byli aktywni politycznie, należąc do kierowniczych kół Stronnictwa Narodowo-Demokratycznego (Narodowej Demokracji).

## Publikacje
- Wstęp do polityki Lwów-Warszawa 1934
- Istota budżetu: na tle rozwoju historycznego i współczesnych tendencyj konstytucyjnych Lwów 1934
- Listy polityczne Lwów 1935
- Polityka polska po śmierci Piłsudskiego Lwów-Warszawa (b.r.w., ok. 1936)
- Idea i walka Warszawa 1938
- Bolszewizm i religia Bruksela 1946
- Idea niepodległości i siły u Józefa Piłsudskiego Londyn 1952
- System Dmowskiego wczoraj i dziś Londyn 1953
- Kryzys prezydencki i drogi wyjścia Londyn 1955
- Czy zadania emigracji uległy zmianie? Londyn 1957
- Najazd od Wschodu Londyn 1971
- Marksizm-leninizm i realizm a idea niepodległości Londyn 1973
- Generał Anders i 2 Korpus Londyn 1985
- Zbrodnia katyńska w świetle dokumentów Londyn 1948 (współautor z Józefem Mackiewiczem).

## Ordery i odznaczenia
- Krzyż Komandorski Orderu Odrodzenia Polski (20 marca 1979)[11]
- Krzyż Oficerski Orderu Odrodzenia Polski
- Krzyż Walecznych
- Inne odznaczenia polskie i zagraniczne